# Pomorska Brygada Kawalerii

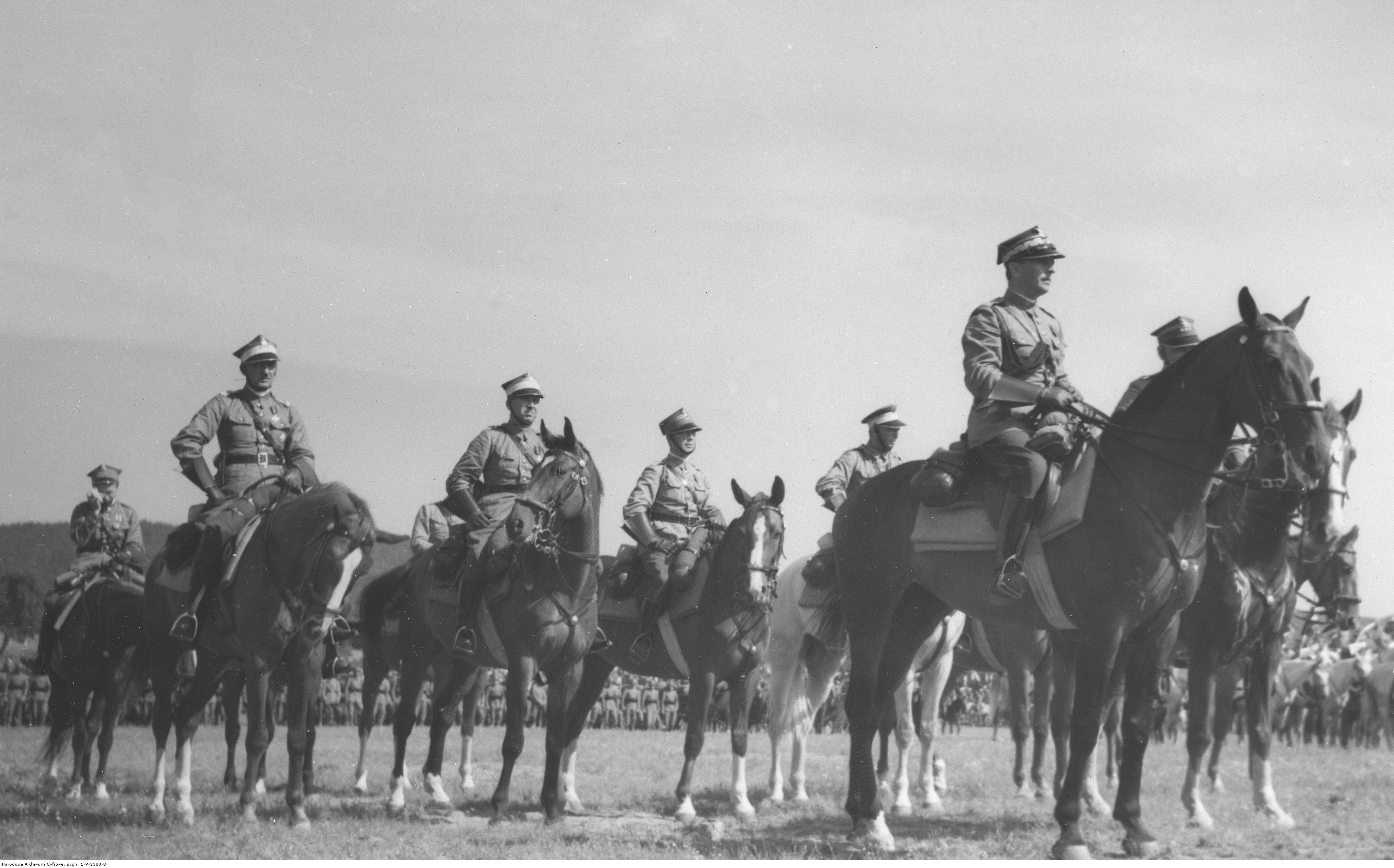
Uroczystości Święta Żołnierza 1938 w Wejherowie. Na pierwszym planie z prawej d-ca Pomorskiej Brygady Kawalerii gen. bryg. Stanisław Grzmot-Skotnicki

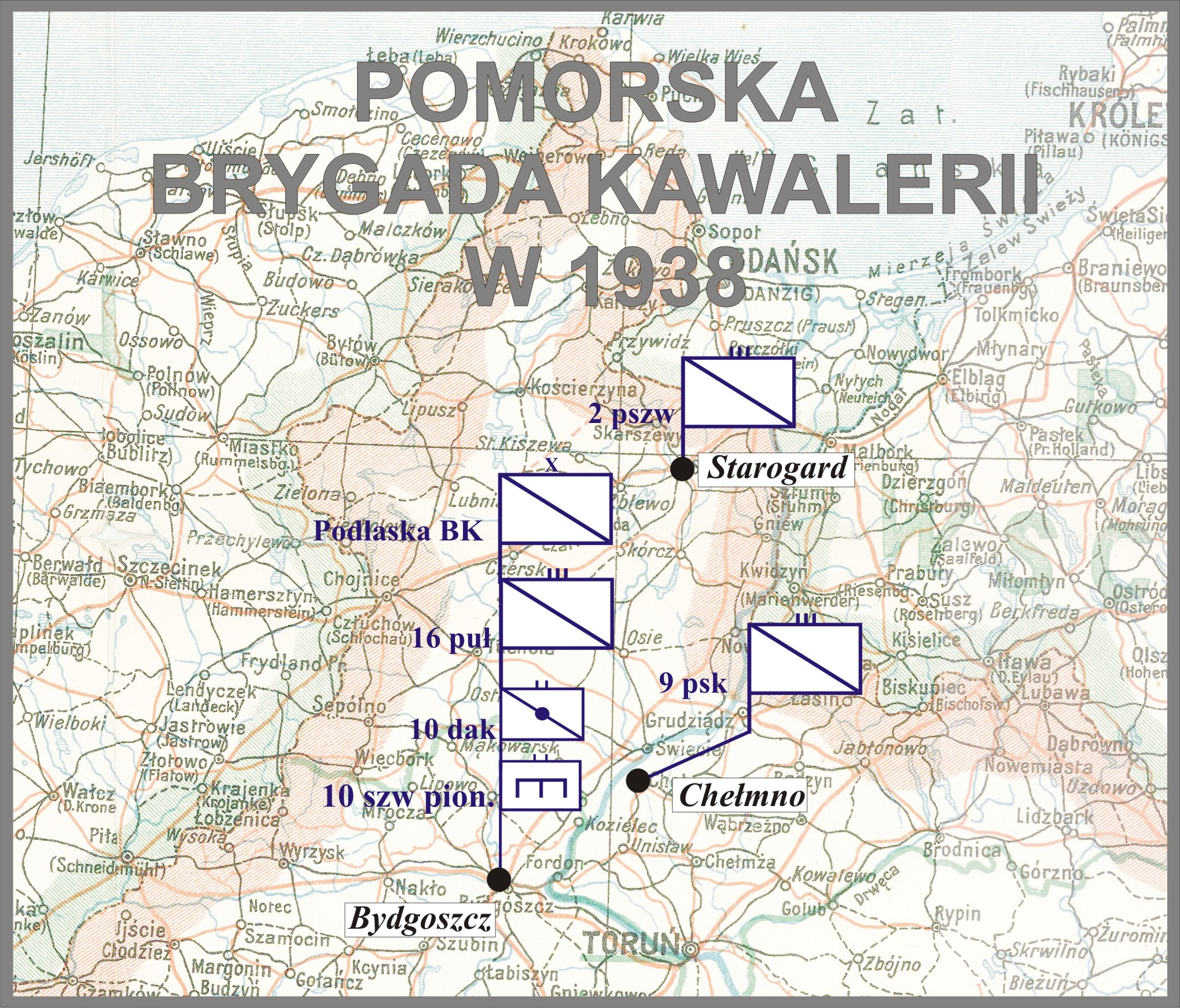
Pomorska BK w 1938

Pomorska Brygada Kawalerii (Pom. BK) – wielka jednostka kawalerii Wojska Polskiego II RP.
W czasie kampanii wrześniowej brygada walczyła w składzie Armii „Pomorze”. Jej 18 pułk ułanów 1 września wykonał szarżę pod Krojantami. W czasie wycofywania się z kotła świeckiego, brygada poniosła duże straty. W kolejnych dniach weszła w skład grupy kawalerii gen. Grzmota-Skotnickiego. Jej pułki oraz dwie baterie walczyły pod Ozorkowem. Nieliczne jej pododdziały dotarły do Warszawy i weszły w skład zbiorczej Brygady Kawalerii Wielkopolsko-Pomorsko-Podolskiej.

## Okres międzywojenny
Minister spraw wojskowych rozkazem Dep. Dow. Og. 1820. Org. Tj. nadał z dniem 1 kwietnia 1937 roku dotychczasowej BK Bydgoszcz nazwę „Pomorska Brygada Kawalerii”.

## Organizacja pokojowa brygady
- dowództwo Pomorskiej Brygady Kawalerii w Bydgoszczy
- 2 pułk Szwoleżerów Rokitniańskich w Starogardzie
- 16 pułk Ułanów Wielkopolskich im. gen. dyw. Gustawa Orlicz-Dreszera w Bydgoszczy
- 18 pułk Ułanów Pomorskich w Grudziądzu
- 8 pułk strzelców konnych w Chełmnie
- 11 dywizjon artylerii konnej w Bydgoszczy
- 10 szwadron pionierów w Bydgoszczy
- 8 szwadron łączności w Bydgoszczy

## Udział w wojnie obronnej 1939

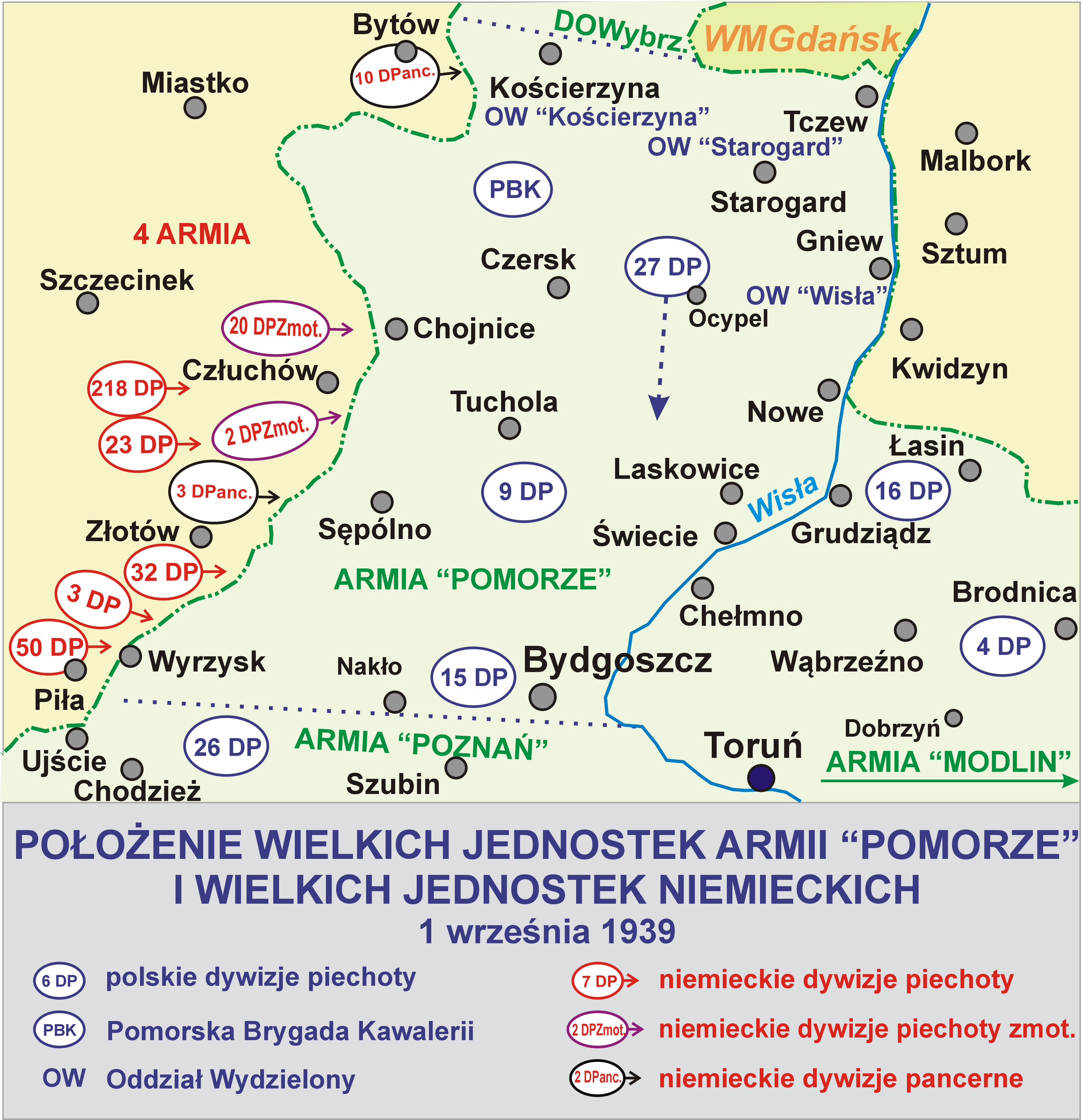
PBK walczyła w składzie Armii „Pomorze”

Pomorska Brygada Kawalerii pod dowództwem płk. Adama I Zakrzewskiego wchodziła w skład Grupy Operacyjnej „Czersk” gen. bryg. Stanisława Grzmota-Skotnickiego w Armii „Pomorze”. Otrzymała zadanie opóźniania ruchów nieprzyjaciela poprzez wiązanie go w walce i niszczenie w korytarzu ograniczonym północną granicą działania 15 DP i północną granicą działania armii. Wyznaczono szosy (w rejonie działania brygady): Sępolno – Koronowo, Chojnice – Tuchola – Chełmno, Więcbork – Bydgoszcz, Chojnice – Tczew i Kościerzyna – Tczew jako szlaki, wzdłuż których prowadzone miały być działania. Dowódcy brygady zostały podporządkowane bataliony ON w rejonie oraz batalion strzelecki z Chojnic.
1 września część 18 pułku Ułanów Pomorskich przeprowadziła pod Krojantami szarżę na odpoczywający około 800-osobowy oddział wojska z niemieckiej 20 Dywizji Piechoty (zmotoryzowanej) gen. por. Mauritza von Wiktorina. Niemcy ponieśli ciężkie straty, całkowitego rozbicia uniknęli jednak dzięki ogniowi broni maszynowej samochodów pancernych ubezpieczających ich postój z pobliskiego lasu. Podczas szarży poległ dowódca pułku płk Kazimierz Mastalerz, dowódca 1 szwadronu rtm. Eugeniusz Świeściak oraz 25 ułanów.
2 września brygada otrzymała zadanie uderzenia na Koronowo bronione przez niemiecką 3 Dywizję Pancerną gen. por. Leo Geyra von Schweppenburga, mające odciążyć przebijającą się z „korytarza” 9 Dywizję Piechoty. Za cenę dużych strat w starciach pod Polednem, Luszkowem i Topolinkiem dotarła do głównych sił armii. 16 pułk Ułanów Wielkopolskich po dramatycznej walce pod Bukowcem został całkowicie rozbity. 18 pułk Ułanów Pomorskich został rozbity podczas przebijania się ku Wiśle. Pozostałe oddziały, które zdołały wyrwać się z Borów Tucholskich, utworzyły improwizowany oddział i weszły 5 września w skład Grupy Operacyjnej gen. bryg. Juliusza Drapelli. Resztki brygady 9 września brały udział wraz z Podolską Brygadą Kawalerii w bitwie nad Bzurą. Następnie przebiła się do Puszczy Kampinoskiej i wraz z Wielkopolską Brygadą Kawalerii i Podolską Brygadą Kawalerii weszła w skład Zbiorczej Brygady Kawalerii gen. bryg. Romana Abrahama, z którą przebijała się przez Palmiry do Warszawy. Do stolicy weszła 20 września i brała udział w jej obronie aż do kapitulacji 28 września.

## Organizacja wojenna brygady we wrześniu 1939
Organizacja wojenna brygady we wrześniu 1939. W nawiasach podano nazwę jednostki mobilizującej.
- Kwatera Główna Pomorskiej Brygady Kawalerii (Dowództwo Pomorskiej BK)
- 2 pułk szwoleżerów
- 16 pułk ułanów
- 18 pułk ułanów
- 8 pułk strzelców konnych
- 11 dywizjon artylerii konnej
- dyon pancerny nr 81 (8 bpanc.)
- bateria motorowa artylerii plot. 40 mm typ B nr 91 (8 daplot.)
  - dowódca baterii – por. Ryszard Degurski
  - dowódca plutonu – ogn. pchor. / ppor. Augustyn Papaj[7]
- szwadron kolarzy nr 8 (18 puł.) – por. Tadeusz Rawski
- szwadron pionierów nr 10
- szwadron łączności nr 8 (16 puł.) – por. Stefan Tyszko
- samodzielny pluton karabinów maszynowych nr 8 (8 psk) – NN
- pluton konny żandarmerii nr 8 (pl. żand. Bydgoszcz) – por. Zabielski
- poczta polowa nr 114 (Dyrekcja Okręgu Poczt i Telegrafów Lublin)
- sąd polowy nr 48 (Dowództwo Pomorskiej BK) – kpt. aud. Stanisław Jan Tyrawski
- drużyna parkowa uzbrojenia nr 841
- park intendentury typ II nr 841 (szw. zapas. 18 puł.)
- pluton sanitarny konny typ II nr 88 (16 puł.)
- kolumna taborowa kawaleryjska parokonna typ I nr 841 (szw. zapas. 2 pszwol.)
- kolumna taborowa kawaleryjska parokonna typ I nr 842 (szw. zapas. 2 pszwol.)
- kolumna taborowa kawaleryjska parokonna typ I nr 843 (8 psk)
- kolumna taborowa kawaleryjska parokonna typ I nr 844 (8 psk)
- kolumna taborowa kawaleryjska parokonna typ I nr 845 (szw. zapas. 8 psk)
- kolumna taborowa kawaleryjska parokonna typ I nr 846 (szw. zapas. 8 psk)
- warsztat taborowy [parokonny] nr 841 (8 psk)

Pododdziały przydzielone:
- 1 pluton 46 eskadry obserwacyjnej – por. obs. Tadeusz Pokoniewski

## Obsada personalna Kwatery Głównej we wrześniu 1939
- dowódca brygady – płk kaw. Adam I Zakrzewski
- szef sztabu – rtm. dypl. kontr. Eugeniusz Kobiaszwili
- oficer operacyjny – por. kaw. Grzegorz Cydzik
- oficer informacyjny – rtm. dypl. Bogusław Jerzy Kłoss
- kwatermistrz – rtm. Jan Bolesław Emich
- dowódca łączności – kpt. łącz. Aleksy Szczeszek
- naczelny lekarz – mjr lek. med. Józef Jonscher
- komendant Kwatery Głównej – mjr st. sp. Oskar Zawadil
- dowódca szwadronu sztabowego – NN

## Obsada personalna dowództwa brygady w latach 1929–1939
Dowódcy brygady
- płk dypl. dr Roman Abraham (III 1929 - IV 1937 → dowódca Wlkp BK)
- gen. bryg. Stanisław Grzmot-Skotnicki (IV 1937 - VIII 1939 → dowódca GO „Czersk”)
- płk kaw. Adam I Zakrzewski (VIII - IX 1939)

Zastępca dowódcy brygady
- płk kaw. Adam I Zakrzewski (VI 1937 - VIII 1939)

Szefowie sztabu
- rtm. dypl. Włodzimierz Kasperski (27 IV - 6 VII 1929 → DOK VIII[8])
- mjr dypl. art. Włodzimierz Onacewicz (6 VII 1929 - 31 VIII 1931 → dowódca dyonu 2 pac[9])
- mjr dypl. kaw. Władysław Płonka (1 IX 1931 - 31 X 1932 → oficer sztabu CWK[10])
- mjr dypl. kaw. Witold II Jabłoński (od 1 XI 1932[11] - 31 X 1934 → DOK IV[12])
- rtm. dypl. Tadeusz Grzeżułko (od 1 XI 1934[13])
- mjr / ppłk dypl. kaw. Witold Eugeniusz Sawicki (1935 - 1938 → dyrektor nauk CWKaw.)
- ppłk dypl. kaw. Kazimierz Maks (1939)
- rtm. dypl. kontr. Eugeniusz Kobiaszwili

Obsada personalna i struktura organizacyjna w marcu 1939 roku
- dowódca brygady – gen. bryg. Stanisław Grzmot-Skotnicki
- zastępca dowódcy – płk kaw. Adam I Zakrzewski
- szef sztabu – ppłk dypl. kaw. Kazimierz Ludwik Maks
- I oficer sztabu – rtm. dypl. kontr. Eugeniusz Kobiaszwili
- I oficer sztabu (dubler) – kpt. dypl. art. Eugeniusz Rękosiewicz
- II oficer sztabu – rtm. adm. (kaw.) Florian Jan Zieliński
- dowódca łączności – kpt. łączn. Wacław Dramiński
- oficer intendentury – kpt. int. z wsw Jan Franciszek Gębarowicz

### Żołnierze Brygady (w tym OZ) – ofiary zbrodni katyńskiej
Biogramy zamordowanych znajdują się na stronie internetowej Muzeum Katyńskiego
| Nazwisko i imię            | stopień       | zawód             | miejsce pracy / służby (stanowisko) | miejsce pracy / służby (stanowisko) | zamordowany |
| Nazwisko i imię            | stopień       | zawód             | przed mobilizacją                   | we wrześniu 1939                    | zamordowany |
| -------------------------- | ------------- | ----------------- | ----------------------------------- | ----------------------------------- | ----------- |
| Kisiel-Światołdycz Wilhelm | mjr w st. sp. | żołnierz zawodowy |                                     | OZ Pomorskiej BK                    | Katyń       |
| Pręczkowski Władysław      | por. rez.     | prawnik           |                                     | OZ Pomorskiej BK                    | Charków     |
| Sędzimir Jan Józef         | ppor. rez.    | inżynier rolnik   |                                     | OZ Pomorskiej BK                    | Charków     |